# Emerentia Pauli

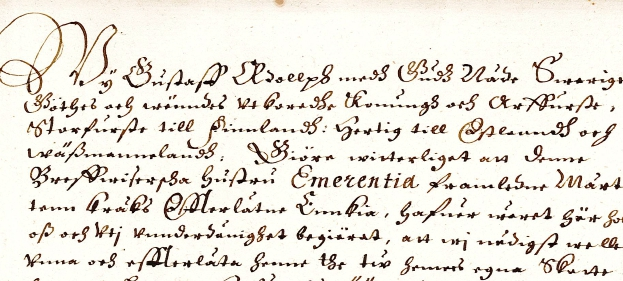
Inledningen på Gustav II Adolfs intyg till Emerentia, skrivet 1616, för att hon ska få behålla förläningarna efter Mårten Krakows död.

Emerentia Pauli, född 1585, död 1648, var en svensk militärhustru, traditionellt känd som krigshjältinna på grund av sitt försvar av Gullbergs fästning under Kalmarkriget 1612.

## Biografi
Emerentia växte upp i Skara. Hon var dotter till prästen Paulus Pauli d y (1530 - 1617) som sedermera blev biskop i Skara. Moderns namn var Katarina Månsdotter men hon dog samma år som Emerentia föddes (kanske i barnsäng.) Fadern gifte om sig med Britta Torchildsdotter (1550 - c:a 1622).
Cirka 1596 blev fadern erbjuden att ta över pastoratet i Nya Lödöse på Västkusten, rikets fjärde största stad. Han flyttade dit med familjen. Det är troligt att Emerentia där mötte Mårten Krakow, som blivit placerad som kommendant på Gullbergs Fäste någon km från Nya Lödöse efter att ha förlorat sitt ena ben under en strid i Livland. Han tillträdde som kommendant i april 1604, samma år som han och Emerentia gifte sig. De fick tre söner och två döttrar.

### Försvaret av Gullbergs fästning
Vid det danska anfallet 27 januari 1612 överlät Mårten Krakow befälet på sin fru,  då han själv skadat benet. Emerentia stoppade under sex timmar inte mindre än fem danska stormningar, genom att använda så kallade fällbommar eller tjocka stockar mot fienden när de reste upp stegar mot muren, och krossade därmed både stegar och danskar. När de försökte ta sig in via portvalvet, hade hon med soldathustrurs hjälp tillbommat det, samt laddat ett par kanoner med avbrutna hästskor och annan järnskrot och fyrat av, till slut lät hon koka lut och hälla över fienden från vallen. 
Hennes försvar av Gullberg skildrades av hennes dotter Cecilia Krakow. (1605 - 1683), som var närvarande. Det trycktes 1760 och utkom i bokform 1836. I ett avsnitt skriver Cecilia: 
”hade Salig Moder låtit knechte Hustrurna varma Lut af Aska och Kalck; och slogo på händer och hufvud och Armar och brände Fienden, at de lågo i Hvalvet och kring porten som skållade Svin om morgonen.”

## Senare liv
1612–1613 var maken ståthållare på Vaxholm, men pensionerades sedan: vid pensionen nämndes även Emerentia, och det specificerades att kungen skänkte dem båda flera gårdar för deras uppehälle som tack för deras deltagande i landets försvar. Emerentia blev änka omkring år 1616 och besökte året efter Jönköpings slott för att be Gustav II Adolf att få behålla gårdarna. För att finansiera alla krig togs nämligen en mängd förläningar tillbaka av Kronan. Kungen som mer än väl kände till hennes mod skrev ett intyg att hon skulle få behålla gårdarna till sin död.  Hon ägde då Lyda och Hollingsnäs sedan tidigare samt, som förläning, Hermantorp, Sible, Höghult, yttre Höghult och Gillerholmen. De två sistnämnda skulle åter till Kronan medan hon fick behålla resterande.
När Gustav II Adolf dog 1632 krävde emellertid Axel Oxenstierna tillbaka gårdarna. Några år senare flyttade hon till Rote 11, Masthugget, i Göteborg. Hennes dotter Cecilia kom att bli Göteborgs näst rikaste person och även Catharina samt sonen Hans fick framträdande roller och kunde därmed hjälpa sin mor ekonomiskt.
Emerentia Krakow är begravd i Göteborgs Domkyrka. Hennes grav med plats för tre kistor fanns under golvet i kyrkan, vid den södra vapenkammaren. Dock förstördes gravarna under den stora branden i början på 1800-talet och lades därmed igen.

## Eftermäle
I Göteborg finns en gata med namnet Mårten Krakowgatan och en väg kallad Emerentias backe vid Skansen Lejonet, där Gullbergs fäste låg.

## Barn
1. Cecilia Krakow, (1604-1683), pantlånare, gift med Jürgen von Lengerken
2. Catharina Krakow (1605 - 1672), bryggmästare, gift med Johan Casparsson Poppelman
3. Martin Krakow
4. Paul (Påvel) Krakow
5. Hans Krakow (1614 - 1671) Rådsherre, bryggare